# Jean Tobler
Johann Jakob (Jean) Tobler (18 maart 1830 - Bern, 7 januari 1905) was een Zwitsers chocolatier.

## Biografie
Nadat hij in de leer was geweest in Sankt Gallen, Dresden en Parijs, opende Jean Tobler in 1867 zijn eerste chocoladewinkel in Bern. In 1899 richtte hij er in de wijk Länggasse samen met zijn zoon Theodor Tobler (1876-1941) hun eigen chocoladefabriek op, genaamd Berner Chocolade-Fabrik Tobler & Co. Het zou later deze zoon zijn die de bekende Toblerone op de markt zou brengen.
- Gemeinsame Normdatei: 1168755662
- Virtual International Authority File: 7485153954931305680005